# Paul-Schneider-Straße 19 (Weimar)

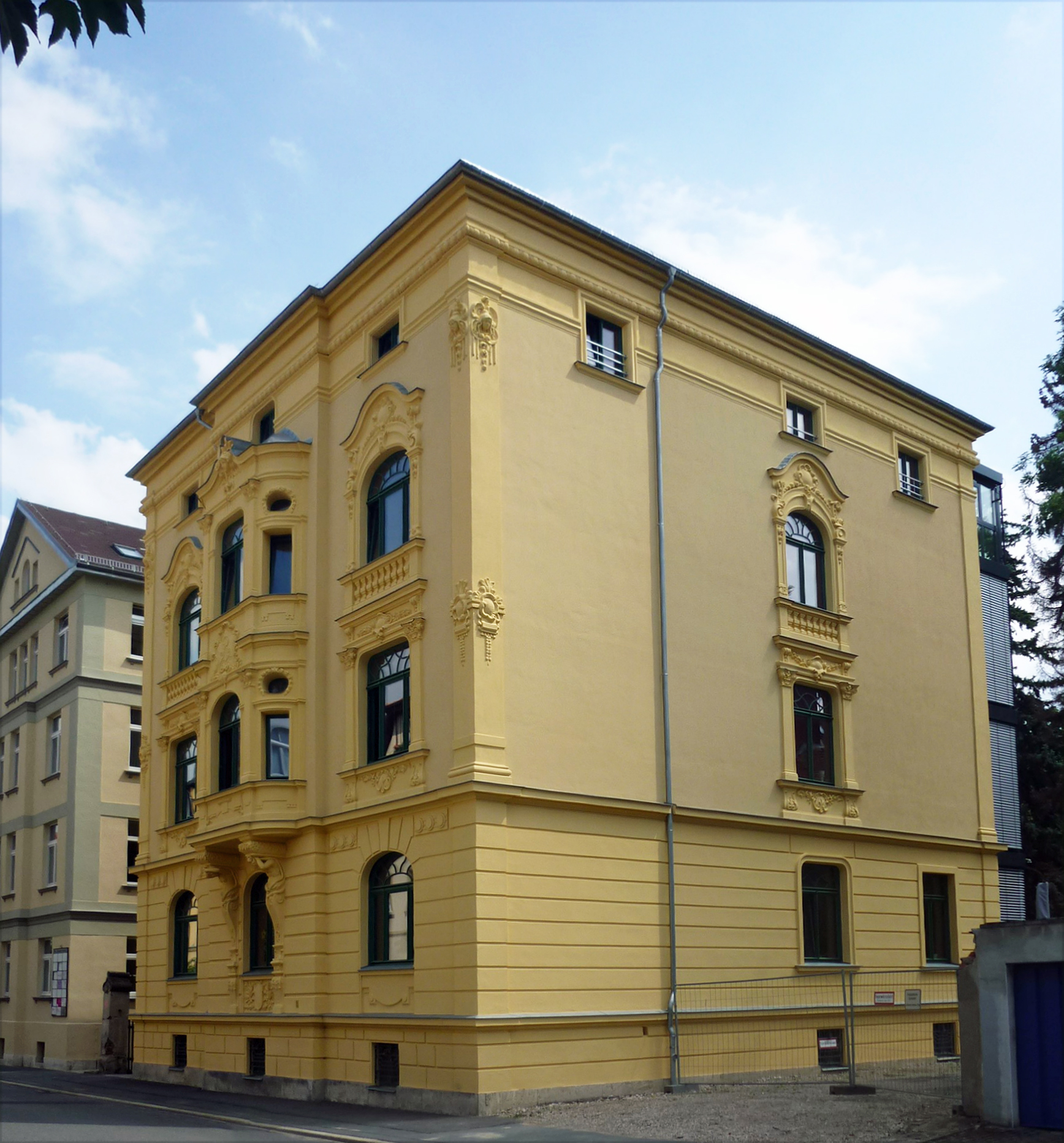
Paul-Schneider-Straße 19

Das Haus Paul-Schneider-Straße 19 ist ein denkmalgeschütztes dreigeschossiges Mietshaus aus dem Jahr 1900/01.

## Geschichte
Auftraggeber war der Kaufmann Richard Räumler. Der Entwurf kam von Rudolf Zapfe. Das Monogramm des Auftraggebers befindet sich am Brüstungsfeld des Erkers. Das Gebäude ist vollständig unterkellert und besitzt ein Mezzaningeschoss und ein Flachdach. Es ist ein Vertreter des Späthistorismus in Weimar. Es hat nicht eigentliche Elemente des Jugendstil an seiner dreiachsigen Fassade, sondern barockisierende. Die Raumstruktur und die Ausstattung der Erbauungszeit ist weitgehend unverändert geblieben.